# 제11SS의용기갑척탄병사단 노르트란트
제11SS의용기갑척탄병사단 노르트란트(11. SS-Freiwilligen-Panzergrenadier-Division „Nordland“)는 독일 제3제국 무장친위대 소속의 외국인 의용군 사단이다. 독일 제3제국은 1940년이 되어서야 외국인의 친위대 입대를 허용했고 종전에는 과반수 이상이 외국인으로 구성되었다.
노르트란트는 네덜란드, 벨기에, 노르웨이, 스웨덴, 핀란드인으로 구성되었다. 소비에트 연방군이 베를린을 포위하자 제국의회 방어를 맡았는데, 소련군에게 포로로 잡혀도 반공성격이 강한 친위대 소속의 외국인 의용군이였기 때문에 포로로 잡혀도 살아날 가능성이 없었다. 제국의회 전투에서 소련군은 의회를 점령하는데 10시간이 걸릴정도로 방에서 방으로 치열한 총격전과 백병전이 벌어졌다. 그 만큼 필사적으로 저항했다. 전투 끝에 방어임무를 맡은 거의 모든 전원이 전사했다.

## 같이 보기
- 무장친위대의 부대 목록
- 무장친위대 계급 및 표장